# Sinocarum sikkimense
Sinocarum sikkimense är en flockblommig växtart som först beskrevs av P.K.Mukh., och fick sitt nu gällande namn av P.K.Mukh. och Lincoln Constance. Sinocarum sikkimense ingår i släktet Sinocarum och familjen flockblommiga växter. Inga underarter finns listade i Catalogue of Life.